# Wüste Welle

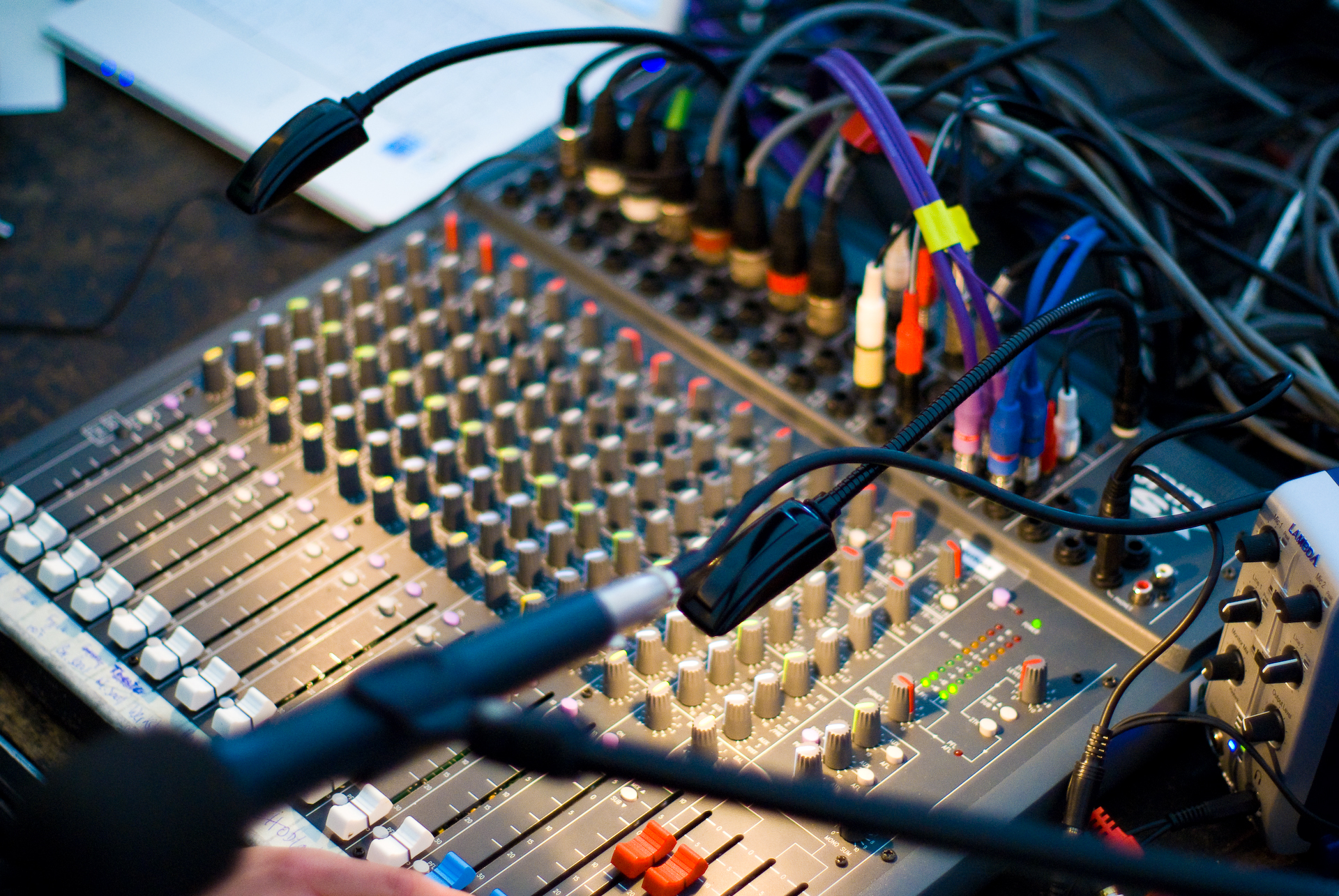
Livemischpult der Wüsten Welle

 Das Freies Radio Wüste Welle Tübingen/Reutlingen versteht sich als Freies Radio für die Städte Tübingen und Reutlingen, sendet seit 1995 auf UKW und ist auch über Kabel in Tübingen, Reutlingen und Rottenburg sowie per Internet zu empfangen. Redaktionssitz ist das Tübinger Sudhaus.

## Verein und Radiosender
Das Freie Radio Wüste Welle ist ein werbefreier Sender und versteht sich als Medium der Gegenöffentlichkeit mit rund 120 Mitarbeitern. Die Wüste Welle ist seit Juli 1995 auf Sendung, die Frequenz muss die Wüste Welle mit Radio Helle Welle und der Uniwelle teilen, jedoch hat die Wüste Welle anteilsmäßig die meiste Sendezeit. Im Jahr 2003 wurde die Lizenz bis 2011, im Frühjahr 2011 bis 2015 bewilligt und die Gemeinnützigkeit um drei Jahre verlängert. Das Programm  besteht zu mehr als 65 % aus Livesendungen.

## Projekte
Durch Kooperationen finden im Sender regelmäßig medienpädagogische Projekte zur Medienkompetenz statt, etwa das Projekt „EinMission Possible“ als internationales Jugenddemokratieprojekt in Zusammenarbeit mit dem Freien Radio BCB aus Bradford, England.

## Wellenreiter
Jeweils zum 1. Januar und zum 1. Juli gibt das Freie Radio das aktuelle Programmheft, den „Wellenreiter“ heraus, das in Tübingen und Reutlingen kostenlos ausliegt.

## Finanzierung und Mitgliedschaft
Das Radio finanziert sich über Zuschüsse und Mitgliedsbeiträge. Der Radiobetrieb lebt hauptsächlich von der ehrenamtlichen Arbeit der Mitglieder und Sendungsmacher. Das Freie Radio wird ermöglicht durch einen Förderverein, der sich im Wesentlichen über Mitgliedsbeiträge, Spenden und Landeszuschüsse finanziert.

## Sendungen
Es gibt einige feste Sendeplätze für Info- und Regionalsendungen:
| Sendung                                                  | Montag          | Dienstag      | Mittwoch        | Donnerstag      | Freitag         | Samstag         | Sonntag        | Redaktion                  | Moderation                 |
| -------------------------------------------------------- | --------------- | ------------- | --------------- | --------------- | --------------- | --------------- | -------------- | -------------------------- | -------------------------- |
| Lokalmagazin, Tübingen, Reutlingen, Rottenburg           | 10:00–11:00 Uhr | 6:00–8:00 Uhr |                 | 10:00–12:00 Uhr | 6:00–8:00 Uhr   |                 |                | Matzel Xander              | Matzel Xander              |
| Neues vom Achalmritter, Tübingen, Reutlingen, Rottenburg | 12:00–13:00 Uhr |               | 23:00–24:00 Uhr |                 |                 |                 |                | Frank Christoph Schnitzler | Frank Christoph Schnitzler |
| Studio Achalm, Reutlingen                                |                 |               | 18:00–19:00 Uhr |                 |                 |                 |                | Matzel Xander              | Matzel Xander              |
| Radio weXelwirken, Tübingen, Reutlingen                  |                 |               | 23:00–24:00 Uhr |                 | 12:00–13:00 Uhr |                 |                | verschiedene               | verschiedene               |
| Heimspiel 7, Tübingen, Reutlingen, Rottenburg            |                 |               |                 | 13:00–14:00 Uhr |                 | 16:00–17:00 Uhr | 9:00–10:00 Uhr | Claudia Rodi               | Claudia Rodi               |

## Verbreitung
Das freie Radio Wüste Welle wird via UKW über die Sendeantenne des Sender Tübingen (Heuberg) auf der Frequenz 96,6 MHz verbreitet. Das Sendegebiet deckt die Landkreise Tübingen und Reutlingen ab. Der Empfang reicht im Süden bis nach Mössingen und im Osten bis nach Münsingen. Außerdem wird das Signal über die Frequenz 97,45 MHz in die Kabelnetze von Tübingen, Reutlingen und Rottenburg eingespeist.

## Andere Sender auf der Frequenz 96,6 MHz
Stundenweise senden auch das Uniradio der Eberhard Karls Universität Tübingen und das evangelikal-christliche Radio Helle Welle auf den Frequenzen der Wüsten Welle. Diese beiden Anbieter haben jeweils eigene Sendelizenzen und sind somit offiziell nicht Teil der Wüsten Welle, auch organisatorisch sind sie von dieser getrennt.